# 新共和国联盟
新共和國聯盟（法語：L'Union pour la nouvelle République，發音：[lynjɔ̃ puʁ la nuvɛl ʁepyblik]，縮寫為UNR）是法国曾经存在的一个政党，成立于1958年10月1日，在1958年的选举中支持戴高乐。

## 歷史
此政黨曾在1958年法國立法選舉中在法國國民議會中579席中選上206席。